# Heinrich Heidenreich
Heinrich Heidenreich war von 1281 bis 1320 Abt von Kloster Sedletz und 1304 kurzzeitig Abt des Klosters Waldsassen.
Unter Heinrich Heidenreich erlebte das Kloster Sedletz eine Blütezeit, was nicht zuletzt den Silberfunden bei Kuttenberg zu verdanken war. Die lange Amtszeit von Heidenreich in Sedletz war unterbrochen von einer nur zweimonatigen Zeit als Abt des Klosters Waldsassen. Auf Wunsch des Klosters und der Bevölkerung kehrte er nach Sedletz zurück. Auf der Suche nach einem neuen Abt bot man dem Abt von Walderbach an, nach Waldsassen zu kommen, dieser lehnte jedoch ab.